# Завхан (Увс)
Завхан (монг. Завхан?, ᠵᠠᠪᠬᠠᠨ?) — сомон аймака Увс, в западной части Монголии.

## Описание
Площадь сомона Завхан составляет — 6,8 тыс. км². Население сомона около 3 000 человек. Центр сомона посёлок Шарбулаг находится в 1450 км от Улан-Батора, в 170 км от центрального города аймака Улаангом. Есть школа и больница. 

### Этнический состав
Большинство населения сомона составляют дербеты, баяты, хотоны и др.

### Климат
Климат резко континентальный. Ежегодные осадки 100—150 мм, средняя температура января − 23°С, средняя температура июля +22°С. Много осадков выпадает летом в виде дождя, а весной и осенью в виде снега. Зимы достаточно сухие, с небольшими снегопадами.

### Флора и Фауна
Водятся корсаки, волки, лисы, зайцы.

### Рельеф
Равнинная местность, песчаные барханы, 1/3 территории занимают пески. Протекает река Хунг, много неглубоких озер.. 

### Полезные ресурсы
На территории сомона добывают железную руду и строительной промышленности.